# An Evening with Daho
Albums de Étienne Daho
L'Invitation
(2007) Daho Pleyel Paris
(2009)
An Evening with Daho est un DVD live d'Étienne Daho sorti en décembre 2008. 
Il présente l’intégralité de son dernier album, L'Invitation, augmenté de duos avec Dani, Bashung, Charlotte Gainsbourg, et Air, qui interprètent avec Étienne Daho des morceaux de Pink Floyd et de Serge Gainsbourg.
Ce DVD est tout d'abord une émission musicale diffusée sur France télévisions.

## Titres du DVD
1. L’invitation
2. Cet air étrange
3. Obsession
4. L’adorer
5. Les fleurs de l’interdit
6. Boulevard des Capucines
7. Toi, jamais toujours
8. Un merveilleux été
9. Sur la terre comme au ciel
10. La vie continuera
11. Cap falcon
12. Little bit of rain
13. Cirrus minor
14. My girl has gone
15. Glad to be unhappy
16. L’invitation (clip)
17. My heart belongs to dadd (en duo avec Elli Medeiros)
18. I can’t escape from you (en duo live avec Alain Bashung)
19. If - version Daho Show (en duo avec Charlotte Gainsbourg)
20. Me manquer (en duo avec Air)
21. Comme un boomerang (en duo avec Dani)